# Tänie (Kleidung)

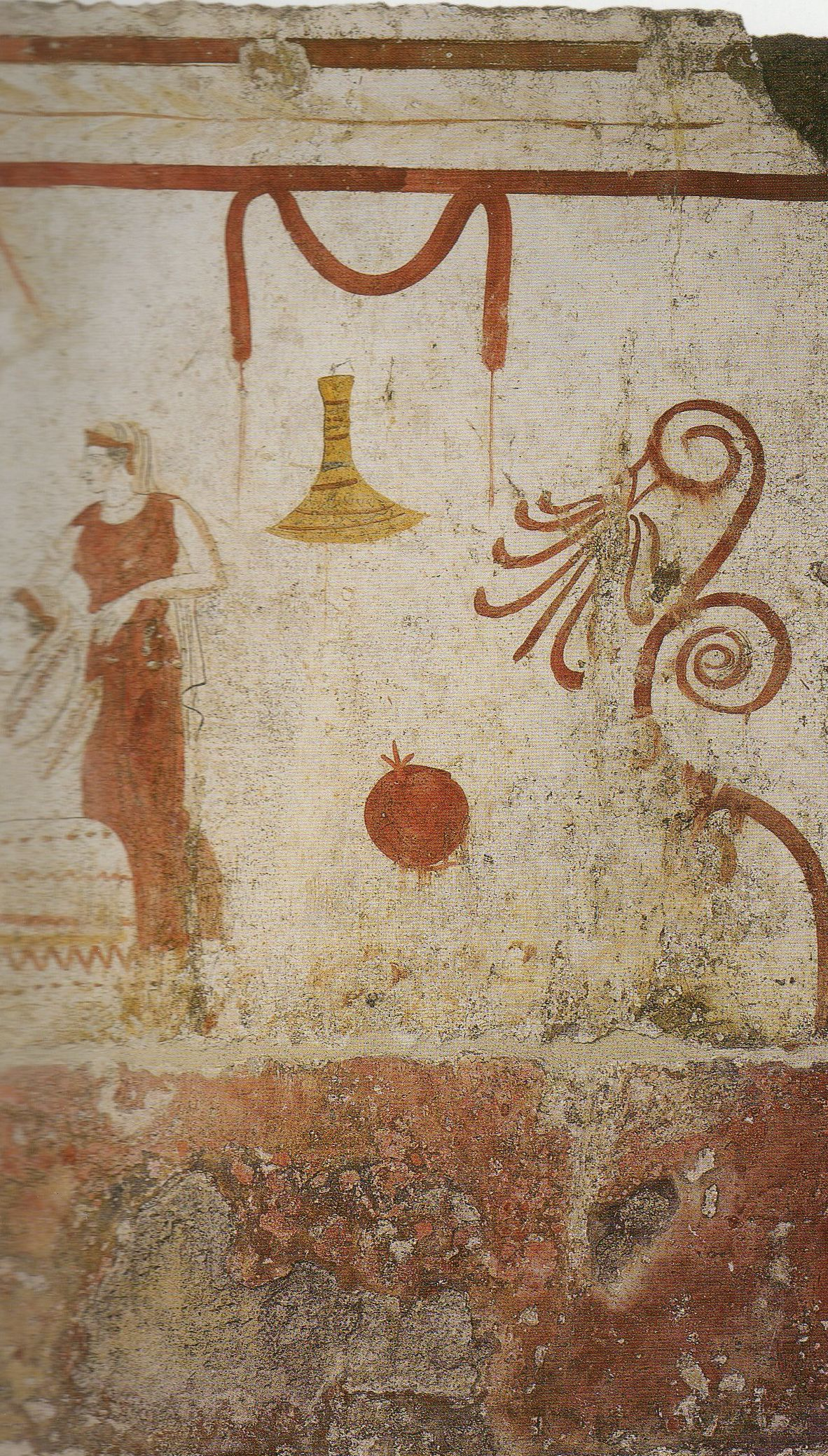
Herabhängende Tänie. Malerei aus dem Grab der Klagefrauen in Paestum

Tänie oder Taenia (latinisiert von altgriechisch ταινία tainía „[Kopf-]Binde“) waren in der Antike (Kopf-)Binden, die als kultischer Fest- und Ehrenschmuck getragen wurden.
Durch das Umwinden mit einer Binde wurde eine Person (Priester oder Sieger beim Wettkampf), ein Opfertier oder ein Gegenstand (Götterbild, Altar, Grabstein, Urne) als den Göttern geweiht bezeichnet. Ursprünglich stammt der Brauch aus Griechenland, wurde aber von den Römern übernommen.
Bei Festspielen wurde vor dem Kranz, dem eigentlichen Siegerpreis, eine Tänie verliehen.
Im Sakralbereich wird die Tänie auch als Strophium oder Infula bezeichnet, das weiße oder purpurne Stirnband des Herrschers hieß Diadema.
Später wurden alle Arten von Stoffband als taenia bezeichnet, so das von römischen Frauen getragene Busenband (auch fascia genannt). Auch die als militärische Kennzeichen dienende Wimpel oder Stoffbänder an Schiffen oder an Speeren nannte man taenia.